# Lluís Mosquera
Lluís Navarro Mosquera (Carcaixent, 1990) conegut simplement com Lluís Mosquera, és un escriptor, guionista, lletrista, director teatral i dissenyador valencià.

## Biografia
Estudia Belles Arts a la Universitat Politècnica de València i té diversos màsters com Disseny Gràfic per la Universitat de Magúncia (Alemanya), de Creativitat i Narrativa Audiovisual (Universitat de Sevilla) i altre de Professorat en Educació Secundària (Universitat de València).
El 2014 publica el seu primer llibre Espasmes on mescla poesia i il·lustració i que fou editat per Petit editor. L'any següent canvia la seua residència a Madrid on treballa per a grans empreses com a dissenyador gràfic sense deixar de banda la seua faceta com a escriptor. Així que en 2016 s'estrena la seua obra de teatre Capullos que vuelan que el mateix Mosquera dirigeix al Teatre Lara de la capital madrilenya i que es manté en cartell sumant sis temporades el 2019.
El 2018 participa en la composició de la lletra de la cançó Lo malo, candidata a representar a Espanya en el festival d'Eurovisió, però tot i no ser la finalment seleccionada va obtindre un gran èxit i Lluís Mosquera s'incorpora com a lletrista del segell discogràfic Universal Music Group.
El mateix 2018 publica el seu segon llibre de poesies, aquesta vegada en castellà, amb el títol Mi poeMARIO debería estar en todas las CASAS. També segueix conreant el camp del teatre com a director escènic de l'obra Chicago representada per la companyia de teatre UMA i va ser ajudant de direcció de Maria Juan en l'obra Arrugas y granos.
En l'àmbit televisiu ha participat en diversos programes de la radiotelevisió pública valenciana À Punt com a col·laborador entre el 2018 i e 2019 del programa À Punt Directe presentat per Carolina Ferre o el magazine radiofònic Podríem fer-ho millor. També és guionista de la sèrie Élite de la plataforma Netflix.

## Llibres
- Espasmes (2014)
- Mi poeMARIO debería estar en todas las CASAS (2018)
- Asalto a Oz. Antología de relatos de la narrativa queer (coautor, 2019)

## Obres de teatre
- Capullos que vuelan, autor i director
- Modo avión, autor